# 日本語のハングル表記
日本語のハングル表記（にほんごのハングルひょうき）では、日本語をハングルに転写・翻字する方法を解説する。なお、ハングルについて、前近代および近代に関する文脈では諺文、北朝鮮に関する文脈ではチョソングルと呼称することとする。

## 歴史

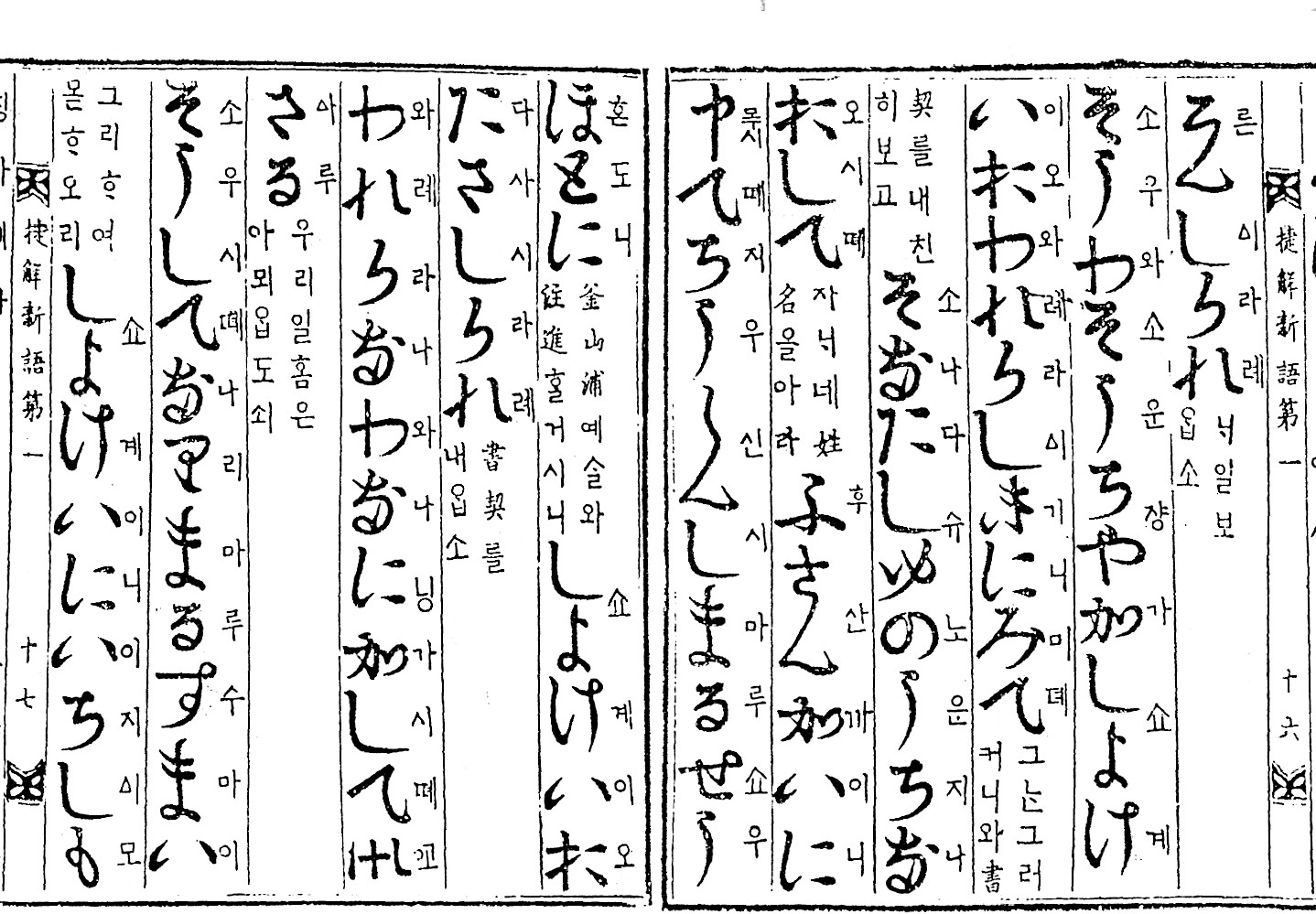
捷解新語

近代以前に日本語を諺文で表記した例としては、1676年に刊行された『捷解新語』がある。対話体で編まれた日本語学習書で、日本語の例文に諺文で発音を示している。特徴として、「申（もう）」の表記に모とㅜを縦に合成した文字を用いたこと、語頭の濁音は「ᅁ」（ガ行音）や「ㅦ」（ダ行音）のように子音字母の左上にㅇ・ㄴ・ㅁを合成して表し、語中の濁音は前の文字にㅇ・ㄴ・ㅁのパッチムを補って表したこと（通常の撥音と区別できない問題がある）、ザ行音をㅿで表したことなどが挙げられる（詳しくは捷解新語#「原刊本」日本語表記の特徴を参照）。
日本統治時代の朝鮮では、1912年に朝鮮総督府が定めた「普通学校用諺文綴字法」で日本語の諺文表記について触れられており、濁音は「가ﾞ」（ガ）のように日本式の濁点を用いて表し、「ス」は「수」、「ツ」は「두」で表している。この表記法は1921年に「普通学校用諺文綴字法大要」として改訂され、「ツ」が「쓰」に改められたほか、濁音は「ﾟ가」のように半濁点を用いて表し、長母音を長音符「ー」で表すようになった。1930年に定められた「諺文綴字法」では、「ス」が「스」に改められて現在の表記に近づいている。
大韓民国（韓国）では、1948年に文教部によって「들온말 적는 법」（外来語表記法）が定められ、日本語についても規定された。この規定による日本語のハングル表記には次のような特徴があった。
- ザ行音はㅿで表す。
- ツは쯔で表す。
- ガ・ダ・バ行音は、語頭の場合は濃音のㄲ・ㄸ・ㅃ、語中の場合は平音のㄱ・ㄷ・ㅂで表す。
- 語中のカ・タ・パ行音は、濃音のㄲ・ㄸ・ㅃで表す（促音に続く場合は除く）。
- 撥音（ン）は、後ろに続く音によってパッチムを使い分ける。ア・ヤ・ワ・カ・ガ・ハ行音が続く場合はㅇ、サ・ザ・タ・ダ・ナ・ラ行音が続く場合はㄴ、マ・バ・パ行音が続く場合はㅁを用いる。
- 促音（ッ）は、後ろに続く音によってパッチムを使い分ける。
- 直前の母音を重ねて長母音を表す。

| 日本語文字表記 | ハングル表記 |
| -------------- | ------------ |
| 財閥           | ᅀᅡ이바쯔     |
| 韓国           | 강꼬꾸       |
| 偶数           | 꾸우스으     |
| 一体           | 읻다이       |

この表記法は「原音主義」を掲げたものだったが、一般人には難しく、定着しなかった。その後、1986年に国立国語院によって現行表記の根拠となる「외래어 표기법」（外来語表記法）が定められ、現在に至る。ただし、外来語表記法の表記は実際の日本語の発音と乖離しているなどの意見もあり、これに従わない表記が用いられる場合も少なくない（後述）。
一方、朝鮮民主主義人民共和国（北朝鮮）では、1956年に「조선어외래어표기법」（朝鮮語外来語表記法）が定められたが、日本語についての規定はなかった。1958年に「외래어표기법」（外来語表記法）、1969年と1982年に「외국말적기법」（外国語表記法）が制定され、2001年に現行表記の根拠となる外国語表記法が定められた。1982年版の外国語表記法による日本語のチョソングル表記には次のような特徴があった。
- ウェ（웨）・ツァ（짜）・ティ（띠[注 2]）・チェ（쩨[注 3]）・ツォ（쪼）・ファ（화）・フィ（휘）・フェ（훼）・フォ（훠）・ジェ（제）・ディ（디）についての規定がある[注 4]。
- パ行音に続く促音は、ㅂのパッチムで表す。
- マ・バ・パ行音に続く撥音は、ㅁのパッチムで表す。
- 助詞「は」「へ」は와・에で表す[注 4]。

| 日本語文字表記 | ハングル表記 |
| -------------- | ------------ |
| 札幌           | 삽뽀로       |
| 群馬           | 굼마         |
| わたくしは     | 와따꾸시와   |
| へ行きます     | 에이끼마스   |

## 国立国語院表記法
次に示すものは、韓国の国立国語院が1986年に制定した「外来語表記法」（文教部告示第85-11号）における日本語の表記法である。このうち、第2章表4におけるニャ・ニュ・ニョの表記については、2014年の改訂（文化体育観光部告示第2014-43号）により追加されたものである。

### 日本語の表記

#### 第2章（表記一覧表）表4
| かな           | ハングル       | ハングル       |
| かな           | 語頭           | 語中・語末     |
| -------------- | -------------- | -------------- |
| あ い う え お | 아 이 우 에 오 |                |
| か き く け こ | 가 기 구 게 고 | 카 키 쿠 케 코 |
| さ し す せ そ | 사 시 스 세 소 |                |
| た ち つ て と | 다 지 쓰 데 도 | 타 치 쓰 테 토 |
| な に ぬ ね の | 나 니 누 네 노 |                |
| は ひ ふ へ ほ | 하 히 후 헤 호 |                |
| ま み む め も | 마 미 무 메 모 |                |
| や ゆ よ       | 야 유 요       |                |
| ら り る れ ろ | 라 리 루 레 로 |                |
| わ を          | 와 오          |                |
| ん             |                | ㄴ             |
| が ぎ ぐ げ ご | 가 기 구 게 고 |                |
| ざ じ ず ぜ ぞ | 자 지 즈 제 조 |                |
| だ ぢ づ で ど | 다 지 즈 데 도 |                |
| ば び ぶ べ ぼ | 바 비 부 베 보 |                |
| ぱ ぴ ぷ ぺ ぽ | 파 피 푸 페 포 |                |
| きゃ きゅ きょ | 갸 규 교       | 캬 큐 쿄       |
| ぎゃ ぎゅ ぎょ | 갸 규 교       |                |
| しゃ しゅ しょ | 샤 슈 쇼       |                |
| じゃ じゅ じょ | 자 주 조       |                |
| ちゃ ちゅ ちょ | 자 주 조       | 차 추 초       |
| にゃ にゅ にょ | 냐 뉴 뇨       |                |
| ひゃ ひゅ ひょ | 햐 휴 효       |                |
| びゃ びゅ びょ | 뱌 뷰 뵤       |                |
| ぴゃ ぴゅ ぴょ | 퍄 퓨 표       |                |
| みゃ みゅ みょ | 먀 뮤 묘       |                |
| りゃ りゅ りょ | 랴 류 료       |                |

#### 第3章（表記細則）第6節
表4に従い、次の事項に留意し記す。
第1項　促音（ッ）はㅅで統一して記す。
第2項　長母音
長母音は表記しない。

### 参考事項

#### 第4章（人名、地名表記の原則）第2節
第4項　中国および日本の地名のうち韓国漢字音で読む慣用がある場合はこれを許容する。

#### 第4章（人名、地名表記の原則）第3節
第3項　漢字使用地域（日本・中国）の地名が一つの漢字で成り立っている場合、「강（江）」「산（山）」「호（湖）」「섬（島）」などは重ねて記す。（文化体育観光部告示第2017-14号により一部修正）

## 北朝鮮の表記法
次に示すものは北朝鮮の国語事情委員会が2001年に定めた表記法である。
| かな           | チョソングル   | かな（拗音）   | チョソングル |
| -------------- | -------------- | -------------- | ------------ |
| ア イ ウ エ オ | 아 이 우 에 오 |                |              |
| カ キ ク ケ コ | 가 기 구 게 고 | キャ キュ キョ | 갸 규 교     |
| サ シ ス セ ソ | 사 시 스 세 소 | シャ シュ ショ | 샤 슈 쇼     |
| タ チ ツ テ ト | 다 지 쯔 데 도 | チャ チュ チョ | 쟈 쥬 죠     |
| ナ ニ ヌ ネ ノ | 나 니 누 네 노 | ニャ ニュ ニョ | 냐 뉴 뇨     |
| ハ ヒ フ ヘ ホ | 하 히 후 헤 호 | ヒャ ヒュ ヒョ | 햐 휴 효     |
| マ ミ ム メ モ | 마 미 무 메 모 | ミャ ミュ ミョ | 먀 뮤 묘     |
| ヤ ユ ヨ       | 야 유 요       |                |              |
| ラ リ ル レ ロ | 라 리 루 레 로 | リャ リュ リョ | 랴 류 료     |
| ワ ヲ          | 와 오          |                |              |
| ガ ギ グ ゲ ゴ | 가 기 구 게 고 | ギャ ギュ ギョ | 갸 규 교     |
| ザ ジ ズ ゼ ゾ | 자 지 즈 제 조 | ジャ ジュ ジョ | 쟈 쥬 죠     |
| ダ ヂ ヅ デ ド | 다 지 즈 데 도 |                |              |
| バ ビ ブ ベ ボ | 바 비 부 베 보 | ビャ ビュ ビョ | 뱌 뷰 뵤     |
| パ ピ プ ペ ポ | 빠 삐 뿌 뻬 뽀 | ピャ ピュ ピョ | 뺘 쀼 뾰     |

語中・語末のカ行音とタ行音は濃音で表す。ただし、合成語に関しては語中でも平音で表す。
促音は、後ろにカ行音が続く場合はㄱ、それ以外はㅅのパッチムで表す。
撥音は、後ろに母音が続く場合や何も続かない場合はㅇ、それ以外はㄴのパッチムで表す。

## 通用される表記

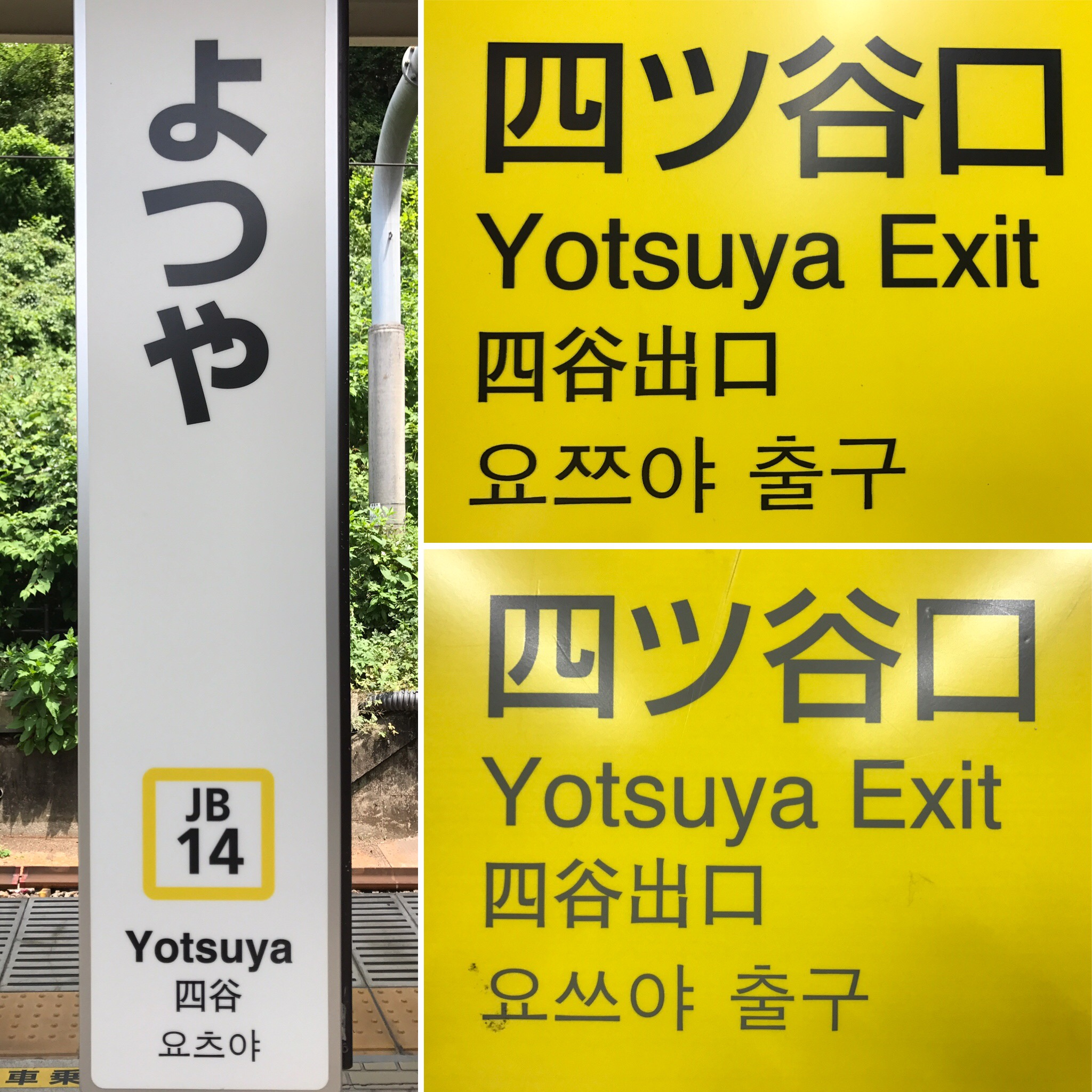
2017年6月時点の四ツ谷駅の案内。外来語表記法に基づく「四ツ谷」の表記は「요쓰야」だが、案内により「つ」の表記に揺れがある。

現在、韓国の報道機関や一般出版物のほとんどは外来語表記法に従っているが、それ以外の分野（特にインターネット上）においては、外来語表記法と異なる表記が使用されるケースもある。例として、かつての表記法が混用されたり（清音を濃音で表記する、など）、翻訳者の言語感覚に従って表音的に表記される（語頭の清音を激音で表記する、「つ」を츠と表記する、長音を表記する、ジャ行・チャ行表記に半母音を使用する、など）事例も少なくない。
人名等については、外来語表記法と異なる表記が所属事務所などによる「公式な表記」と認められている例もあり、朝鮮語版ウィキペディアでも타케타츠 아야나（竹達彩奈。外来語表記法に従えば다케타쓰 아야나）のように、一部で外来語表記法とは異なる表記を使用していることがある。
また地名についても、日本国内の訪日旅行者向けハングル案内において、しばしば外来語表記法と異なる表記が用いられ、結果として同じ名称でありながら複数の表記が混在する例も見られる。
以前から韓国社会に浸透している日本語については、우동（うどん。外来語表記法に従えば우돈）や앙꼬（あんこ。外来語表記法に従えば안코）、무데뽀（無鉄砲。外来語表記法に従えば무텟포）など、現行の外来語表記法とは異なる表記が慣用的に標準語と規定されているものもある。
なお、外来語表記法および後述の「崔玲愛・金容沃日本語表記法」では、現代語でも使用される「ヂャ・ヂュ・ヂョ」の表記が規定されていない。ただし、一般にはジャ行の規定を準用して表記される（例：三軒茶屋（さんげんぢゃや）駅→산겐자야역）。なお、南北の日本語表記法上、金閣寺（鹿苑寺）ならびに銀閣寺（慈照寺）はいずれも「긴카쿠지」「긴까꾸지」と同音同字となってしまうため、正式名称で表記したり、金閣寺は例外的に「킨카쿠지」を用いる場合がある。

## 表記の比較
韓国の国立国語院の「外来語表記法」における表記法と、1983年に発表された「崔玲愛・金容沃日本語表記法」、北朝鮮の表記法の違いは次の通りである。
|                      | 国立国語院表記法                      | 崔玲愛・金容沃日本語表記法                          | 北朝鮮の表記法                       |
| -------------------- | ------------------------------------- | --------------------------------------------------- | ------------------------------------ |
| 語中・語末に来る清音 | 激音で表す。 例：やきとり 야키토리    | 激音で表す。 例：やきとり 야키토리                  | 濃音で表す。 例：やきとり 야끼또리   |
| 語頭に来る清音       | 平音で表す。 例：たむら 다무라        | 激音で表す。 例：たむら 타무라                      | 平音で表す。                         |
| ち                   | 語頭では지、語中・語末では치で表す。  | 常に찌で表す。                                      | 語頭では지、語中・語末では찌で表す。 |
| つ                   | 쓰で表す。 例：つしま 쓰시마          | 쯔で表す。 例：つしま 쯔시마                        | 쯔で表す。 例：つしま 쯔시마         |
| 促音「っ」           | 常にㅅのパッチムで表す。              | 常にㅅのパッチムで表す。                            | ㄱとㅅを使い分ける。                 |
| 撥音「ん」           | 常にㄴのパッチムで表す。              | 常にㄴのパッチムで表す。                            | ㅇとㄴを使い分ける。                 |
| 長母音               | 表記しない。 例：こうだくみ 고다 구미 | 直前の母音を重ねて表す。 例：こうだくみ 코오다 쿠미 | 表記しない。                         |
| じゃ・ちゃ行         | ㅏ・ㅜ・ㅗで表す。 例：じんじゃ 진자  | ㅑ・ㅠ・ㅛで表す。 例：じんじゃ 진쟈                | ㅑ・ㅠ・ㅛで表す。 例：じんじゃ 진쟈 |

|        | 韓国     | 2000年式  | MR式       | 北朝鮮   | 1992年式    |
| ------ | -------- | --------- | ---------- | -------- | ----------- |
| 東京   | 도쿄     | Dokyo     | Tok'yo     | 도꾜     | Tokkyo      |
| 大阪   | 오사카   | Osaka     | Osak'a     | 오사까   | Osakka      |
| 新大阪 | 신오사카 | Sinosaka  | Sinosak'a  | 신오사까 | Sinosakka   |
| 山陰   | 산인     | Sanin     | Sanin      | 상잉     | Sang-ing    |
| 山陽   | 산요     | Sanyo     | Sanyo      | 상요     | Sang-yo     |
| 天神   | 덴진     | Denjin    | Tenjin     | 덴징     | Tenjing     |
| 新幹線 | 신칸센   | Sinkansen | Sink'ansen | 신깐셍   | Sinkkanseng |
| 稚内   | 왓카나이 | Watkanai  | Watk'anai  | 왁까나이 | Wakkkanai   |
| 六甲山 | 롯코 산  | Rotko san | Rotk'o san | 록꼬 산  | Rokkko san  |